# Воронов, Натан Моисеевич
Натан Моисеевич Воронов (19 мая 1916, Могилёв — 3 марта 1978) — белорусский советский художник, педагог, заслуженный деятель искусств Белорусской ССР (1966).

## Биография

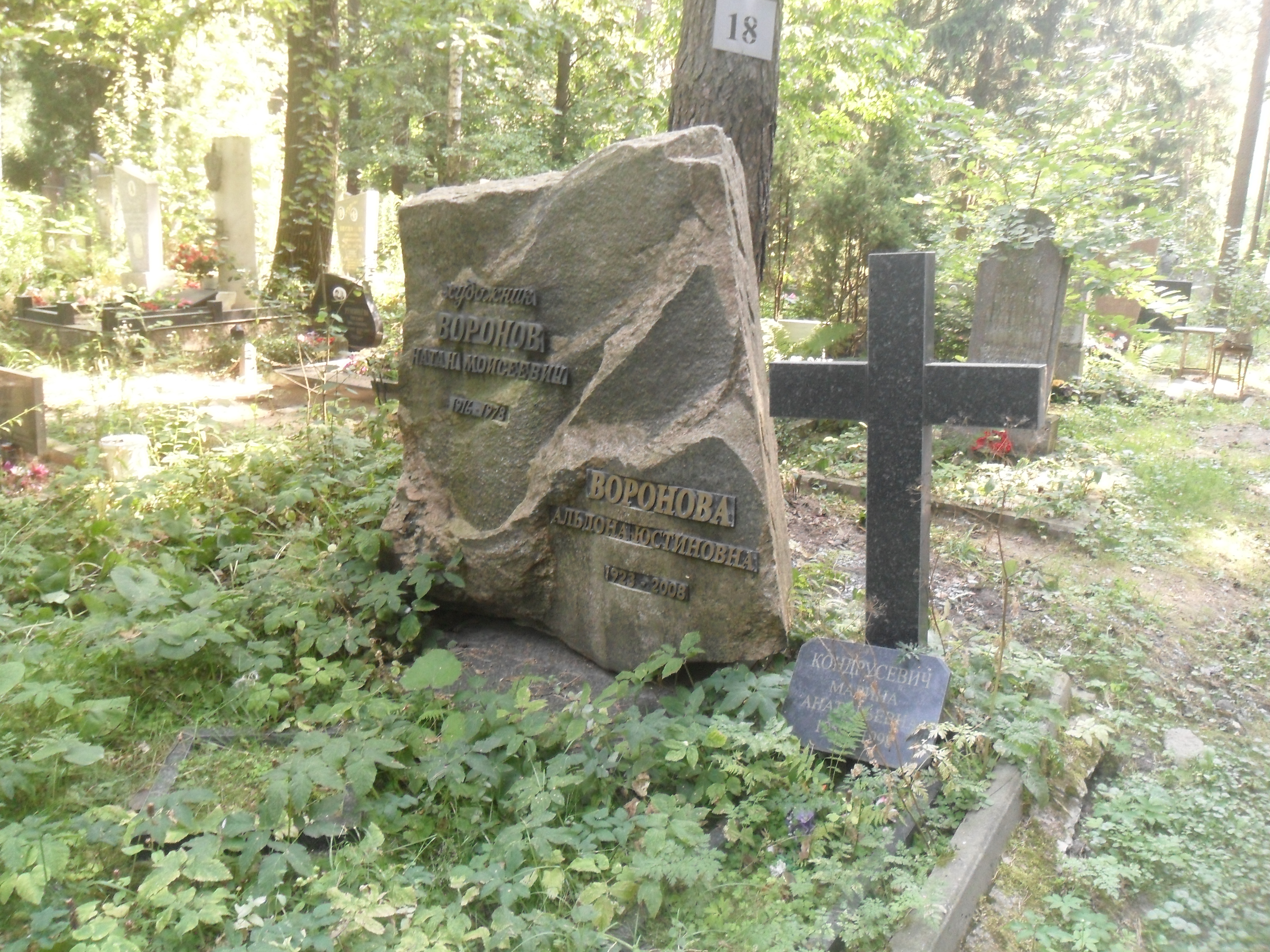
Могила Воронова на Северном кладбище Минска.

Родился в 1916 году в семье художника из Могилёва. Учился с 1931 по 1935 год в Витебском художественном техникуме у Ахремчика И. О. и Фогта Ф. А., затем в Институте живописи, скульптуры и архитектуры имени И. Репина в Ленинграде на факультете живописи у С. Л. Абугова и А. А. Осьмеркина. Всероссийскую академию искусств Воронов закончил по возвращении с фронта в 1948 году. Дипломная работа называлась — «Ковпак», оценка — «хорошо».
Долгое время был доцентом института художеств в Минске. В 1966 году получил звание Заслуженный деятель искусств Белорусской ССР. В 1960 году был избран Председателем Союза художников БССР. Работал в области исторической картины, лирического и индустриального пейзажа, портрета, натюрморта.
Среди учеников Натана Воронова такие белорусские мастера живописи как Товстик В. А.